# Bluefield (Virgínia)
Bluefield é uma cidade  localizada no estado norte-americano de Virginia, no Condado de Tazewell.

## Demografia
Segundo o censo norte-americano de 2000, a sua população era de 5078 habitantes. 
Em 2006, foi estimada uma população de 5226, um aumento de 148 (2.9%).

## Geografia
De acordo com o United States Census Bureau tem uma área de 
19,6 km², dos quais 19,6 km² cobertos por terra e 0,0 km² cobertos por água.

## Localidades na vizinhança
O diagrama seguinte representa as localidades num raio de 20 km ao redor de Bluefield. 